# Леденёво (Северо-Казахстанская область)
Леденёво (каз. Леденево) — село в Мамлютском районе Северо-Казахстанской области Казахстана. Административный центр Леденевского сельского округа. Код КАТО — 595243100.

## География
Находится в 35-ти километрах от районного центра. В 6,5 км к северо-востоку от села находится озеро Грачиное.

## Население
В 1999 году население села составляло 772 человека (379 мужчин и 393 женщины). По данным переписи 2009 года, в селе проживало 620 человек (310 мужчин и 310 женщин).